# Mary Pearcey
Mary Pearcey (26 de março de 1866 –  23 de dezembro de 1890) foi uma inglesa acusada de matar a mulher de seu amante, Mrs. Phoebe Hogg, e uma criança, Phoebe, em 24 de outubro de 1890 e foi executada pelo crime no dia 23 de dezembro do mesmo ano. O crime as vezes é associado com Jack o Estripador.

## Vida
Mary Pearcey nasceu Mary Eleanor Wheeler, aparentemente em 1866.
Tem sido erroneamente afirmado que seu pai era um certo Thomas Wheeler que foi condenado e enforcado pelo assassinato de Edward Anstee. No entanto, a autora Sarah Beth Hopton foi incapaz de encontrar qualquer evidência de ligação entre os dois, além de encontrar uma retração do artigo de jornal em que a desinformação foi impressa pela primeira vez.
Mary Wheeler tomou o nome "Pearcey" de John Charles Pearcey, um carpinteiro, com quem tinha vivido, sendo que ele a deixou por causa de sua infidelidade. Mais tarde, ela passou a residir com um homem chamado Frank Hogg, que havia pelo menos mais uma amante, Phoebe Styles. Styles ficou grávida, e Hogg casou com ela por insistência de Pearcey. Eles viviam em Kentish Town em Londres. Hogg deu à luz uma filha também chamada Phoebe Hogg.

## Assassinato de Phoebe Hogg
Em 24 de outubro de 1890 a Sr.ª Hogg, com seu bebê, foram chamados para fazer uma visita por Pearcey. Os vizinhos ouviram gritos e sons de violência às 4:00 da tarde. Naquela noite, o cadáver de uma mulher foi encontrado em uma pilha de lixo em Hampstead. Seu crânio fora esmagado, e sua cabeça estava quase decepada do corpo. Um carrinho para bebês preto foi encontrado cerca de uma milha de distância, sendo que seu estofado estava cheio de sangue. Uma criança de dezoito meses de idade foi encontrada morta em Finchley, aparentemente sufocada. A falecida foi identificada como Phoebe Hogg e seu filho. Mary Pearcey tinha sido vista empurrando o carrinho de bebê de Phoebe pelas ruas do norte de Londres depois de escurecer. A polícia revistou sua casa, e encontrou manchas de sangue nas paredes, teto, uma saia, um avental, e outros artigos, além de manchas de sangue em uma faca de trinchar. Quando questionada pela polícia disse que estava tendo problema com ratos e fizeram a sujeira de sangue tentando matá-los.
Mary Pearcey foi acusada de assassinato e condenada. Ela sempre sustentou que era inocente durante todo o julgamento; todavia foi enforcada em 23 de Dezembro de 1890.
O caso Pearcy gerou a atenção da imprensa sensacionalista na época. O museu Madame Tussauds fez uma figura de cera de Pearcey em sua Câmara de exibição de Horror, além de ter comprado o carrinho usado no assassinato e os conteúdos verdadeiros da cozinha de Pearcey. Quando a exposição destes itens foi aberta, atraiu uma multidão de 30.000 pessoas. O laço usado para pendurar Pearcy está em exibição no Black Museum da Scotland Yard.

## Jill, o Estripador?
Mary Pearcey, assim como muitos outros famosos assassinos da era vitoriana, tem sido sugerida como uma suspeito nos assassinatos de Jack, o Estripador. Ela era, aparentemente, o único suspeito do sexo feminino mencionado no momento. Sir Arthur Conan Doyle, criador de Sherlock Holmes, especulou que o Estripador poderia ser do sexo feminino, pois uma mulher podia ter fingido ser um parteira para justitifcar ser vista em público com roupas sujas de sangue sem levantar suspeitas. Esta teoria foi expandida em 1939 por William Stewart em seu livro Jack the Ripper: A New Theory, que especificamente nomeava Pearcey em conexão com os crimes. Todas as provas dadas eram circunstanciais, e não há nenhuma evidência física ou relatos de testemunhas que liga Pearcey aos crimes do Estripador.
F. Tennyson Jesse, uma historiadora criminal britânica, explicou a teoria em seu estudo sobre o caso Pearcey é: "It was no wonder that, simultaneously with the discovery of the crime, legends should have sprung up around her figure. The rumour even arose that the notorious Jack the Ripper had been at work in the locality, and though this was quickly disproved, yet the violence and horror associated with the crime was such as to make it understandable how the rumour arose in the first place. Even in the earliest paragraphs which announced the discovery of the crime, several false statements were suggested."
Em maio de 2006, testes de DNA de saliva em selos de cartas supostamente enviadas por Jack, o Estripador, para os jornais de Londres, sendo consideradas por alguns escritores modernos como verdadeiras, pareciam vir de uma mulher.
Isto conduziu a uma ampla discussão de Pearcey e de seu crime na imprensa.